# (72547) 2001 ET
(72547) 2001 ET – planetoida z pasa głównego asteroid okrążająca Słońce w ciągu 4,61 lat w średniej odległości 2,77 j.a. Odkryta 1 marca 2001 roku.